# Артерія лабіринту
Артерія лабіринту (слухова артерія, внутрішня слухова артерія) — це гілка передньої нижньої мозочкової артерії (85–100% випадків) або основної артерії (<15% випадків). На своєму шляху супроводжує присінково-завитковий (вестибулокохлеарний) черепний нерв через внутрішній слуховий прохід і постачає кров у внутрішнє вухо.

## Клінічне значення
Артерія лабіринту кровопостачає орган слуху й рівноваги. Й одним із проявів дефіциту кровоплину в ній є Синдром Лермуає – вегетоневроз лабіринтуу, що призводить до спазму даної артерії. Як правило, напад  продовжується декілька днів: спочатку з’являється шум у вусі, потім прогресивно знижується гострота слуху аж до глухоти. В кінці нападу раптово виникає запаморочення, деколи із втратою свідомості, а через 1-2 години напад закінчується блюванням. Останній етап нападу пояснюється відновленням притоку крові до лабіринту. Запаморочення, що передує відновленню слуху, Лермуає називає «головокружінням, що викликає слух». На відміну від хвороби Меньєра, при якій запаморочення передує шуму і приглухуватості, тут є зворотна послідовність симптомів.